# Малка дългомуцунеста летяща риба
Малките дългомуцунести летящи риби (Fodiator acutus) са вид животни от семейство Летящи риби (Exocoetidae).
Те са незастрашен вид.
Таксонът е описан за пръв път от Ашил Валансиен през 1847 година.

## Подвидове
- Fodiator acutus acutus
- Fodiator acutus pacificus
- Fodiator acutus rostratus